# 趙春華氣球射擊攤案
2016年10月12日，在中國天津河北区李公祠大街亲水平台经营氣球射击遊戲摊的54岁的赵春华女士，被河北区鸿顺里派出所抓捕 。其摊位上9支枪形物中的6支，被警方认定为属于能正常发射、以压缩气体为动力的枪支，而非玩具槍。12月27日，天津河北区法院一审以非法持有枪支罪，判处她有期徒刑3年6个月。1月3日，赵春华签下上诉状。2017年1月12日，法院作出口头答复，表示不同意赵春华的二审辩护人徐昕和斯伟江律师提出的取保候审的申请。1月26日，天津市第一中级人民法院二审改判有期徒刑三年，缓期三年执行，赵春华被当庭释放。
此案入選2017年人民法院十大刑事案件。此案是中華人民共和國法律中枪支界定標準的引發的爭議之一，近年來已有多起因持有槍形物而被控涉嫌非法持有枪支罪的案例。

## 背景

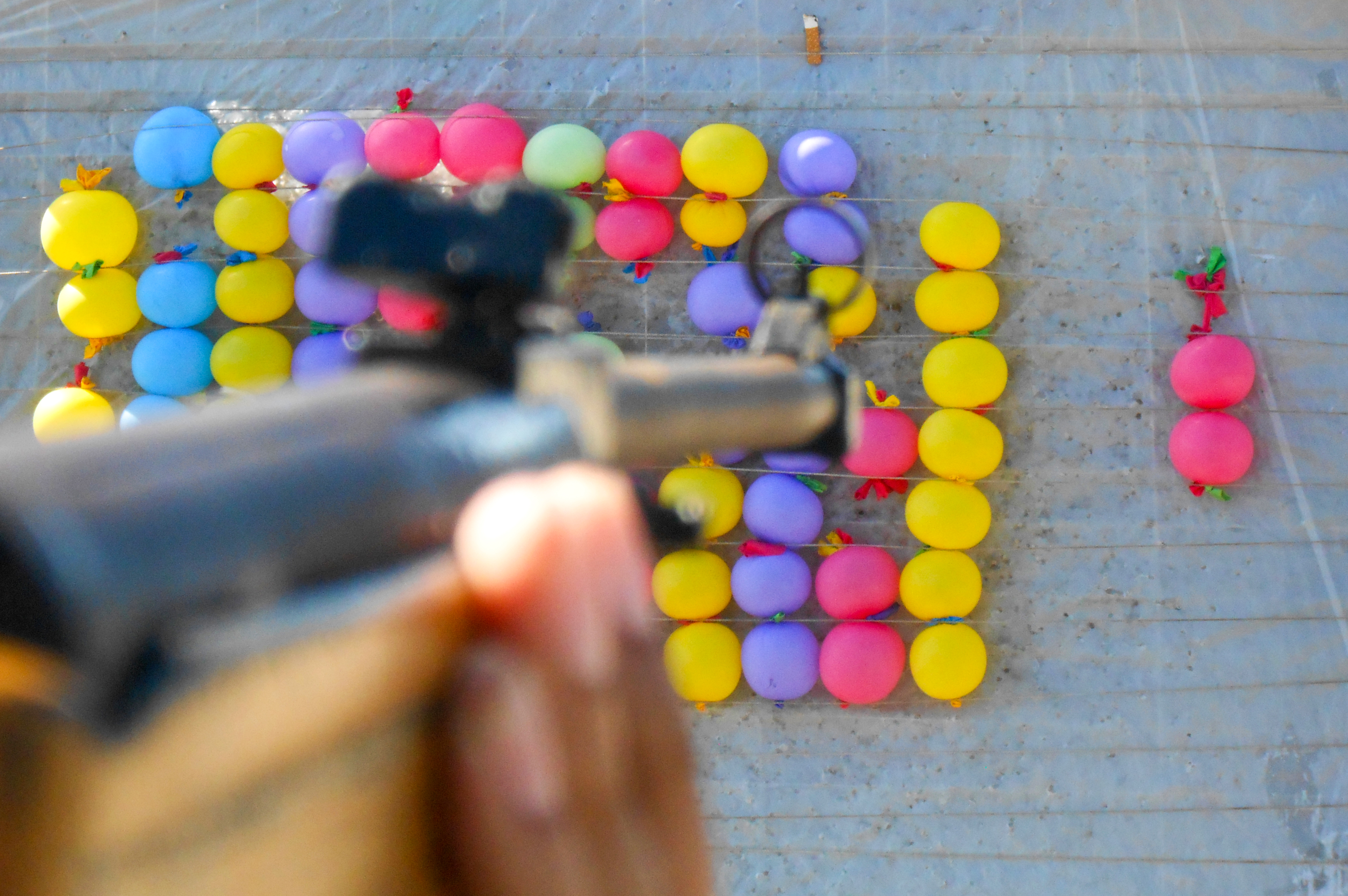
氣球射擊，攝於美國芝加哥

氣球射擊，或稱「射氣球」、“打氣球”，是一種很受大众欢迎的街頭休闲射击运动，玩家用玩具槍、彈弓等射擊氣球以獲取獎品，在欧美的游乐场十分常见，也存在於台灣、日本等地，在中國大陸各地也都有出現。赵春华的女儿王艳玲称，其母亲刚接手该摊位两个多月，认为涉案枪支就是玩具，“根本不知道那是法律意义上的枪”。气球摊枪支在公眾以往的概念中并无过大杀伤力，仅属于玩具范畴，被认定为枪支对公众的观念造成一定冲击。
根據中華人民共和國2010年出台的《公安机关涉案枪支弹药性能鉴定工作规定》标准，当枪形物的尺寸在制式枪械的0.5~2倍之间，或者所发射弹丸的枪口比动能大于等于1.8焦耳/平方厘米时，一律认定为有真正杀伤力的枪械。趙春華气球摊上的气枪枪口动能在2到3焦耳/平方厘米之间，超出標準，乃被认定为“枪支”。
（注：“枪口比动能”是中国大陆公安部单方面推行的能量密度概念，等于“枪口动能÷枪膛横截面积”，1.8焦耳/平方厘米的“比动能”在常见的6毫米口径的玩具软气枪上就是不到0.51焦耳（0.38英尺·英磅）的枪口动能。软气枪通常使用0.20克（3.1格令）重量的塑料球弹，0.51焦耳的动能相当于枪口初速不超过71.4每秒（234英尺每秒），在玩具枪中也只属于中等性能。）
中華人民共和國法律規定禁止民间拥有枪支，但并没有明确规定何謂槍支。爲方便執法，中國公安部自行出台了相关枪支认定标准，经历过两次比较大的变化。现行标准，只相当于2001年旧标准的十分之一，枪口比动能从大约16焦耳/平方厘米降到1.8焦耳/平方厘米，导致可以被定义成涉枪的案件数量大增。公安部相关规定的主要起草人在接受媒体采访时表示，1.8焦耳/平方厘米的标准考虑的是人体最脆弱的眼睛部位。又有法律界人士认为，“1.8焦耳/平方厘米”的“比动能”标准，是公安部门单方面推出的内部标准，并非全国人大立法机构正式制定的标准，本不具有合法性和参照价值，是执法机构权力过大反压立法和司法机构的表现。
中華人民共和國刑法第128條规定，违反枪支管理规定，非法持有、私藏枪支和弹药的，处3年以下有期徒刑、拘役或者管制；情节严重的，处3年以上7年以下有期徒刑。

## 事件始末

### 被捕入獄
2016年8月至10月12日间，赵春华在天津市河北区李公祠大街亲水平台附近摆设射击摊位谋生。摊位是2016年8月从一个老汉处转手过来的。
10月12日晚，據判决书说明，河北区鸿顺里派出所在巡查过程中将赵春华抓获归案，当场查获枪状物9支及相关枪支配件、塑料弹，经天津市公安局物证鉴定中心鉴定，涉案9支枪状物中的6支为能正常发射以压缩气体为动力的枪支。
2016年12月27日，因非法持有枪支罪，赵春华被判有期徒刑3年6个月。法院认为，“赵春华违反国家对枪支的管理制度，非法持有枪支，情节严重，其行为已构成非法持有枪支罪；辩护人所提赵春华具有坦白情节、系初犯、认罪态度较好的辩护意见，予以酌情采纳。据此，以非法持有枪支罪判处其有期徒刑三年六个月”。
而做出一审判决的天津市河北区人民法院的一名副院长接受中央電視台採訪時坦言，“判决结果出来后，产生的社会效果确实超出了预料”，並稱从法律的审判依据来看是没有问题的，但是否符合情理，在做出判决时“可能想得没那么多”。

### 上訴
赵春华在一审中曾表示认罪不上诉，因为“不懂法律、不敢花钱”。
12月29日至31日，中国大陆媒体纷纷介入报道，引發輿論熱烈關注。相关报道在强调赵春华“不知是犯罪”的同时，援引多位律师的观点，对法院一审判决提出质疑。30日，北京理工大学教授徐昕在个人微信公众号发声，主动表示愿意为赵春华提供法律帮助。
徐昕律师受赵春华的女儿委托，2017年1月1日接下了赵春华案。1月3日上午，徐昕在天津河北区看守所会见了赵春华，对方签下了上诉状。並邀请斯伟江律师，共同为赵春华作无罪辩护。徐昕是刘大蔚案申诉阶段的代理律师，他希望透过这些影响性案件，坚持“个案推动法治”的理念，促进枪支认定标准的提高。
2017年1月11日，赵春华的二审辩护人，徐昕律师和斯伟江律师，应天津第一中级法院审理赵春华案合议庭的要求，向法官寄出了律师的主要辩护意见，以及申请本案中多名警察及鉴定人的出庭申请。同时，也委托赵春华的女儿王艳玲赴法院面交《辩护意见》。
徐昕認為，有三個理由認為趙春華無罪：
- 赵春华涉案枪形物不是枪支，槍支界定標準不合理。“法院是否应适用该标准存在争议，我认为这一标准也与上位法《刑法》和《枪支管理法》相抵触，法院采用该标准系适用法律错误。”他指出，1.8J/cm2的标准远没有致人伤亡的可能性，认定为枪支是错误和荒谬的。以该标准，近距离打到身上只是个红点，不会伤皮肤，根本无需治疗，威力远小于弹弓。
- 赵春华没有犯罪的主观故意。徐昕说，赵春华不知道玩具枪是枪支，也不知道摆气球射击摊涉嫌犯罪，仅将气枪射击游戏当成娱乐活动，缺乏犯罪故意，不符合犯罪的主观构成要件。持有枪支罪是故意犯罪，要求被告人对行为对象是枪支具有明知，若无法证明明知，将产生阻却故意的后果，即无法认定有持有枪支的故意，因此缺乏犯罪的主观构成要件。赵春华摆气球射击摊两个多月未曾被处罚，且按月缴纳摊位费，对自己行为的违法性缺乏认识及认识可能性。
- 赵春华摆气球射击摊谋生的行为，没有造成任何人身、财产方面的损害，没有任何社会危害性。這远达不到需以刑法惩罚的程度，一审却判其三年六个月有期徒刑，违反常情。

### 爭取保釋
1月12日，徐昕律师接到主办法官的电话，法院对律师提出的“赵春华不应该被羁押，根据本案的案情和法律规定，应该对其予以取保候审”的申请作出口头答复：不同意取保候审。1月17日，徐昕再次到天津市人民检察院第一分院当面向刑事执行处相关人员陈述案情，请求对赵春华进行羁押必要性审查，希望天津一中院对赵春华变更逮捕强制措施，予以取保候审：“我认为赵春华不构成犯罪，她身患多种疾病，取保没有任何社会危险性，符合取保候审的条件。希望春节前取保，让她回家过年。”

### 二审判决
2017年1月26日，天津第一中级法院二审开庭审理此案，赵春华当庭认罪。法院认为一审判决事实清楚、定罪准确，但考虑到其主观恶性程度较低，社会危害较小，以及有认罪悔罪情节，故改判有期徒刑三年，缓刑三年，当庭解除羁押措施。赵春华表示服从判决。
当事人代理律师随后发布文章，对有罪判决深感遗憾；同时认为此次判决多了一些“人情味”，并向所有关注此案的人士致谢。

## 評論

### 司法界人士
- 辯護律師徐昕指出，“客观地说，社会对天津公检法的批评过于苛刻。天津法院的这一判决算不上错案。法官之错，仅在于司法机械主义，将玩具仿真枪完全等同于真枪定罪量刑，从而导致原审判决违背常识常情常理”，“恳请天津慎重对待大妈摆气球射击摊被判非法持枪案，凭着法官裁判他人自由与生命的审慎和智慧，改变机械执法的理念，基于良知，回到常识，考量人情，依法作出公正的判决。”[21]
- 公安部槍支规定的主要起草人季峻稱：“公安部相关标准的制定是按照法律法规来办的，但违规和判刑是两码事，具体案例中不可量刑过重。”[4]
- 北京张耀军律师认为，不能机械地适用法律，还是应该考虑老百姓对法律的认知，法院判定老人构成犯罪违反了罪刑法定原则，罪刑法定不是写入法典就是罪刑法定，而是要通过一定的方式使社会公众所知悉，否则如果所谓的罪刑法定只有少数特定人群熟知和能够判断，那就失去了法律的预防和指引价值，只剩下惩罚价值了。[25]

### 評家
- 作家熊培雲評論趙春華的家書：“这位中国母亲，她坚强、隐忍、认命，相信与其抗争不如按部就班地活着。”“这个社会的希望或许在于，虽然常遇世事凉薄，但人心还是热的。”[26]

### 民間輿論
- 有媒體評論道：“摆个射击摊，被判3年半。本为混口饭，竟算涉枪案！”“这种游戏很多人都玩过，老太却因经营它被判刑！怎么回事？”“别再给孩子买这个玩具了！已有人被判入狱了！”“赶紧检查一下家里有这个的赶紧扔掉！扔之前还必须砸碎了！”。[2]

### 與相似事件的比較
- 河南信陽市新縣法院分別在2016年10月30日、12月8日、12月28日三次在網上拍賣玩具槍共計29支。2017年1月3日資訊被刪除，且尚未交代拍賣槍支的槍口比動能為何。法院此舉被指“一邊繳槍一邊賣槍”[27]
- 李天一打人事件中，有记者调查李天一所持有的M4SS的电动仿真枪具有巨大杀伤力，且稍加改装即可杀人，但经过北京市警方调查，得出的结论为“塑料材质玩具枪”，于是有网友揶揄：“由于军二代李公子的强势介入M4SS终于得到了正名：塑料玩具枪”[28]。
- 王烁在2011年9月1日因藏有具有杀伤力的枪支四支，铅弹二千发，军用子弹六发。涉嫌非法持有枪支、弹药罪被诉至北京市东城区法院[29][30]，最终法院认定其对社会无害，判决缓刑4年，考验期从2012年3月16日起[31]。2013年4月13日，处于缓刑考验期内的王烁又在北京东华门寻衅滋事，伤4人，但至今未被追究[31]，引發质疑[30]。

## 相似案件
- 李占霄案
- 刘大蔚案

## 外部連結
- 一张图看懂中国关于枪支的那些标准 （页面存档备份，存于） 搜狐網 （简体中文）
- 仿真枪案输在对“比动能”的无知上 長江網 （简体中文）
- 枪支到底如何认定？公安部专家详解 （页面存档备份，存于） 观察者網 （简体中文）